# Christian Weis (Schriftsteller)
Christian Weis (* 5. November 1966 in Würzburg; † 6. Juli 2017 in Retzbach (Zellingen)) war ein deutscher Schriftsteller, der hauptsächlich Texte aus dem Bereich Science-Fiction und Phantastik veröffentlichte, aber auch Beiträge in Thriller und Horror lieferte.

## Leben
Christian Weis lebte im Norden Bayerns. Nach dem Abitur absolvierte er Aus- und Fortbildung im öffentlichen Dienst. Seine Erzählungen wurden in Magazinen (unter anderem Corona Magazine, c’t, Exodus, Gegen unendlich, Nova, phantastisch!, Zwielicht) und Anthologien (unter anderem bei Edition Solar-X, Eloy Edictions, p.machinery, Wurdack-Verlag) veröffentlicht.
2013 erschien bei Bastei Lübbe sein Kurzroman Tief unter der Stadt in der Reihe Horror Factory.
Christian Weis gehörte zu den Stammautoren der von Uwe Post ins Leben gerufenen Reihe BiomAlpha. Beim Deutschen Science-Fiction-Preis 2010 errang seine Erzählung Schöpfungsliberalismus den 3. Platz. Beim Corona-Storywettbewerb 2006 und 2007 belegten seine Geschichten den dritten bzw. den ersten Platz.
2017 erlag Christian Weis einem Krebsleiden.

## Kurzgeschichten
c’t
- Psychokannibalen. In: c't. 23/2006, Heise Zeitschriften Verlag, 2006, ISSN 0724-8679.
- Bußfertig. In: c't. 12/2007 und 13/2007, Heise Zeitschriften Verlag, 2007, ISSN 0724-8679.
- Gedankenfresser 1.0. In: c't. 16/2008 und 17/2008, Heise Zeitschriften Verlag, 2008, ISSN 0724-8679.
- Rattenkommando. In: c't. 12/2009 und 13/2009, Heise Zeitschriften Verlag, 2009, ISSN 0724-8679.
- Generator 666. In: c't. 6/2014, Heise Zeitschriften Verlag, 2014, ISSN 0724-8679.

edfc
- Der schwarze Mann in Weiß. In: Frank W. Haubold (Hrsg.): Die rote Kammer. edfc, Passau 2008, ISBN 978-3-939914-07-5.
- Die andere Seite. In: Frank W. Haubold (Hrsg.): Das Experiment. Jahresanthologie. edfc, Passau 2009, ISBN 978-3-939914-12-9.
  - neuveröffentlicht in: Michael Schmidt (Hrsg.): Zwielicht Classic. 7, Create Space Publishing, 2014, ISBN 978-1-5028-3483-6.

Exodus
- Verdammt heiß hier. In: Exodus. Nr. 17, Juni 2005, ISSN 1860-675X. (Kurzgeschichte des Monats auf fantasyguide.de Dezember 2009)
- Asche zu Asche. In: Exodus. Nr. 18, Dezember 2005, ISSN 1860-675X.
- Der Lieblingspullover. In: Exodus. Nr. 19, Juni 2006, ISSN 1860-675X.
- Dort draußen, hinter den Sternen. In: Exodus. Nr. 20, Dezember 2006, ISSN 1860-675X.
- Kinosterben. In: Exodus. Nr. 21, Juni 2007, ISSN 1860-675X.
  - neuveröffentlicht in: Zwielicht Classic 9. Michael Schmidt (Hrsg.), Create Space Publishing 2015, ISBN 978-1-5123-8141-2.
- Der Bethagi-Zwischenfall. In: Exodus. Nr. 22, Dezember 2007, ISSN 1860-675X.
- Wiederkehr. In: Exodus. Nr. 25, Juli 2009, ISSN 1860-675X.
- Bis ans Ende der Welt. In: Exodus. Nr. 25, Juli 2009, ISSN 1860-675X.
- Die Zeitwüste. In: Exodus. Nr. 26, März 2010, ISSN 1860-675X.
- Der Zwillingsfaktor. In: Exodus. Nr. 33, September 2015, ISSN 1860-675X.
- Durch die Zeitwüste. In: Exodus. Nr. 36, Mai 2017, ISSN 1860-675X.

Nova
- Bergers Bericht. In: Ronald M. Hahn, Frank Hebben, Michael K. Iwoleit (Hrsg.): NOVA. 11, 2007, ISSN 1864-2829.
- Schöpfungsliberalismus. In: Ronald M. Hahn, Frank Hebben, Michael K. Iwoleit (Hrsg.): NOVA. 14, 2009, ISSN 1864-2829. (3. Platz beim Deutschen Science-Fiction-Preis 2010)

p.machinery
- Mutagenese. In: Michael Haitel (Hrsg.): Boa Esperança. (= AndroSF. 5). p.machinery, Murnau 2009, ISBN 978-3-8391-3603-4.
- Der erste Tag der Ewigkeit. In: Michael Schmidt (Hrsg.): Der wahre Schatz und andere Fantasien. (= Fantasy. 1). p.machinery, Murnau 2010, ISBN 978-3-942533-02-7.
  - neuveröffentlicht In: Michael Schmidt (Hrsg.): Zwielicht Classic 1. Create Space Publishing, 2013, ISBN 978-1-4839-7050-9.
- Das Blockhaus. In: Michael J. Awe, Andreas Fieberg, Joachim Pack (Hrsg.): Gegen unendlich. (= AndroSF. 56). p.machinery, Murnau 2017, ISBN 978-3-95765-079-5.
- Neu-Eden. In: Michael Schmidt & fantasyguide (Hrsg.): Der letzte Turm vor dem Niemandsland. (= Fantasy. 24). p.machinery, Murnau 2017, ISBN 978-3-95765-104-4.

Solar-X
- Das dreizehnte Kapitel. In: Wilko Müller jr. (Hrsg.): Solar-X 167. Edition Solar-X, Halle (Saale) 2004.
- Gelbe Augen. In: Wilko Müller jr. (Hrsg.): Solar-X 173. Edition Solar-X, Halle (Saale) 2005.
- Vor der Schlacht. In: Wilko Müller jr. (Hrsg.): 30 Jahre ewiger Krieg. (= Solar Tales. 17). Halle (Saale) 2005.
- Das Schaf im Wolfspelz. In: Helge Lange (Hrsg.): Fur Fiction 2. (= Solar-X. 28). Edition Solar-X, 2007, ISBN 978-3-00-022300-6.
  - neuveröffentlicht in: Helge Lange (Hrsg.): Fur Fiction Gesamtausgabe. Edition Solar-X, 2015, ISBN 978-3-945713-18-1.
- Katzenspielzeug. In: Helge Lange (Hrsg.): Fur Fiction Gesamtausgabe. Edition Solar-X, 2015, ISBN 978-3-945713-18-1.

Wurdack-Verlag
- Der Wintergarten des Herrn Mix. In: Heidrun Jänchen, Armin Rößler (Hrsg.): Tabula Rasa. Wurdack-Verlag, 2006, ISBN 3-938065-18-4.
- Stadt aus Maschinen. In: Heidrun Jänchen, Armin Rößler (Hrsg.): S.F.X. Wurdack-Verlag, 2007, ISBN 978-3-938065-29-7.
- Griechisches Feuer. In: Danse macabre. Pandaimonion VII, Wurdack-Verlag, 2007, ISBN 978-3-938065-23-5.
- Entschlossen. In: Heidrun Jänchen, Armin Rößler (Hrsg.): Lotus-Effekt. Wurdack-Verlag, 2008, ISBN 978-3-938065-32-7.
- Eiskalt. In: Heidrun Jänchen, Armin Rößler (Hrsg.): Molekularmusik. Wurdack-Verlag, 2009, ISBN 978-3-938065-47-1.
- Ausgespielt. In: Heidrun Jänchen, Armin Rößler (Hrsg.): Die Audienz. Wurdack-Verlag, 2010, ISBN 978-3-938065-62-4.

Xun
- Der Tresorteufel. In: Bernd Walter (Hrsg.): Xun. 11, 2006, ISSN 1862-7552.
- Fleischerlehre. In: Bernd Walter (Hrsg.): Xun. 15, 2007, ISSN 1862-7552.
- Tief im Innersten. In: Bernd Walter (Hrsg.): Xun. 23, 2009, ISSN 1862-7552.
- H.L.V. In: Bernd Walter (Hrsg.): Xun. (= TdF. 10). 2013, ISBN 978-3-7322-8178-7.

Zwielicht
- Im Abgrund. In: Michael Schmidt (Hrsg.): Zwielicht. 1, Create Space Publishing, 2009, ISBN 978-3-938411-20-9.
  - Neuauflage: Eloy Edictions, 2016, ISBN 978-1-5346-7279-6.
- Mia. In: Michael Schmidt (Hrsg.): Zwielicht. 2, Create Space Publishing, 2010, ISBN 978-1-5408-2857-6.
- Bruder Lazarus. In: Michael Schmidt (Hrsg.): Zwielicht. 3, Saphir im Stahl, 2013, ISBN 978-3-943948-11-0.
- Kleiner Vogel, flieg! In: Michael Schmidt, Achim Hildebrand (Hrsg.): Zwielicht. 4, Saphir im Stahl, 2015, ISBN 978-3-943948-48-6.
- Gulag. In: Michael Schmidt, Achim Hildebrand (Hrsg.): Zwielicht. 5, Saphir im Stahl, 2015, ISBN 978-3-943948-56-1.
- Camera obscura. In: Michael Schmidt (Hrsg.): Zwielicht. 9, Create Space Publishing, 2016, ISBN 978-1-5396-4748-5.

sonstige
- Herberge für die Seelen. In: Helga Lindow (Hrsg.): Kurzgeschichten. 08/2004, ISSN 1613-432X.
- Kürbiskopf. In: Helga Lindow (Hrsg.): Kurzgeschichten. 10/2004, ISSN 1613-432X.
- Unterweltler. In: Phanzine. 4, Fanzine des SF-Clubs ÜberAll und von fictionfantasy.de, 2005.
- Blackout. In: Thomas Rackwitz (Hrsg.): Das Mädchen aus dem Wald. Lerato Verlag, 2006, ISBN 3-938882-14-X.
- Gedankenspiele. In: Bernd Rothe, Astrid Pfister (Hrsg.): Welt der Geschichten. 2, 2006.
  - neuveröffentlicht in: Michael Schmidt (Hrsg.): Zwielicht Classic. 11, Create Space Publishing, 2016, ISBN 978-1-5397-6281-2.
- Jagdfieber. In: Corona Magazine. 163, 2006, ISSN 1422-8904. (3. Platz beim Corona-Storywettbewerb)
- Kranjek. In: Bernd Rothe, Astrid Pfister (Hrsg.): Welt der Geschichten. 4, 2007, ISSN 1864-4880.
- In Gottes Namen. In: Frank Bardelle (Hrsg.): Schattenreiter. Lerato Verlag, 2007, ISBN 978-3-938882-46-7.
  - neuveröffentlicht in: Michael Schmidt (Hrsg.): Zwielicht Classic. 5, Create Space Publishing, 2019, ISBN 978-1-4993-0482-4.
- Lass den Tiger raus! In: Corona Magazine. 179, 2007, ISSN 1422-8904. (1. Platz beim Corona-Storywettbewerb)
  - neuveröffentlicht in: Armin Rößler (Hrsg.): Listen to the Universe. (= Phantastische Gutenachtgeschichten. Vol. 3). Verlag in Farbe und Bunt, 2016, ISBN 978-3-941864-21-4.
- Romangeister. In: Arno Behrend (Hrsg.): Realitäten. Story Center, 2007, SFCD, 2008.
  - neuveröffentlicht in: Michael Blasius, Andreas Fieberg, Joachim Pack (Hrsg.): Gegen unendlich. 8 (E-Book), KDP, 2014.
- Lili. In: Sven Kössler, Werner Placho (Hrsg.): Creatures. Eloy Edictions, 2008, ISBN 978-3-938411-13-1.
  - neuveröffentlicht in: Michael Schmidt (Hrsg.): Zwielicht Classic. 2, Create Space Publishing, 2012, ISBN 978-1-4849-6050-9.
- Der Gedankenpalast. In: phantastisch! 32, Verlag Achim Havemann, 2008, ISSN 1616-8437.
- Grabenkämpfe. In: Torsten Scheib (Hrsg.): Casus Belli. Eloy Edictions, 2010, ISBN 978-3-938411-22-3.
- Nähkästchen. In: Schreibkram & Bücherwelten. (online), März 2008 / Mai 2011.
- Requisiten. In: Schreibkram & Bücherwelten. (online), Oktober 2012.
- Das geschriebene Wort. In: Schreibkram & Bücherwelten. (online), Juli 2013.
- Made im Fleisch. In: Schreibkram & Bücherwelten. (online), Oktober 2013.
- Weimar-Tours. In: Thomas Le Blanc (Hrsg.): Goethe? Kürzestgeschichten. (= Phantastische Miniaturen. Band 10b). Phantastische Bibliothek Wetzlar, 2015.
- Greenhorn. 2015 (nominiert für den Fränkischen Krimipreis)
- Coldheart City Blues. In: IF. Magazin für angewandte Fantastik. Nr. 5, Whitetrain, 2017, ISBN 978-1-5449-0923-3.
- Dante Infernalis. In: IF. Magazin für angewandte Fantastik. Nr. 666, Whitetrain, 2017, ISBN 978-1-975902-52-0.

## Serien/Reihen
BiomAlpha (Sammelbände)
- Nr. 1, Die Ankunft. Ep. 1–3, BoD, 2016, ISBN 978-3-7412-3831-4.
- Nr. 2, Der Aufbruch. Ep. 4–6, BoD, 2017, ISBN 978-3-7431-7866-3.

Cotton Reloaded
- Ebene Null. (= Cotton Reloaded. 32). E-Book/Hörbuch, Bastei Lübbe, Köln 2015, ISBN 978-3-8387-7666-8.
- Das Gift der Viper. (= Cotton Reloaded. 43). E-Book/Hörbuch, Bastei Lübbe, Köln 2016.[7]
- Falsches Spiel in Quantico. (= Cotton Reloaded. 53). E-Book/Hörbuch, Bastei Lübbe, Köln 2017, ISBN 978-3-8387-8370-3.

Horror Factory
- Tief unter der Stadt. In: Horror Factory 12. Bastei Lübbe, Köln 2013, ISBN 978-3-8387-4985-3.[8]